# Jarnik solankowy
Jarnik solankowy (Samolus valerandi L.) – gatunek rośliny z rodziny pierwiosnkowatych (Primulaceae Vent). Jest szeroko rozprzestrzeniony na półkuli północnej. W Polsce jest rzadki, w województwie zachodniopomorskim i wielkopolskim zagrożony.

## Rozmieszczenie
Na świecie zasięg obejmuje:
- Amerykę Północną i Południową,
- północny i południowy wschód Afryki,
- południe Australii,
- Europę (południową, zachodnią i centralną, na północy - do południowej Finlandii).

W Polsce, do 2001, opublikowano następujące stanowiska:
- Dziwnów, u ujścia Dziwny,
- Świnoujście, u ujścia Świny,
- półwysep Przytór, nad Świną w Warszowie,
- Karsiborska Kępa,
- Kołobrzeg, dzielnica Kostrzewno,
- Władysławowo, nad zatorfionymi brzegami Zatoki Puckiej,
- Puck, słone łąki nad Zatoką Pucką,
- okolice Jeziora Miedwie,
- brzegi Jeziora Chłop koło Myśliborza.

Ponadto, w 2007, Wanda Bacieczko, zlokalizowała roślinę także w Kotlinie Pyrzyckiej w:
- Stróżewie, na terenie osuszonego zbiornika wodnego w dolinie Płoni,
- pobliżu Brzeska, na brzegach okresowego jeziorka,
- Starym Przylepie, w dolinie Płoni,
- Lubiatowie, w kanale melioracyjnym w dolinie Płoni.

## Morfologia

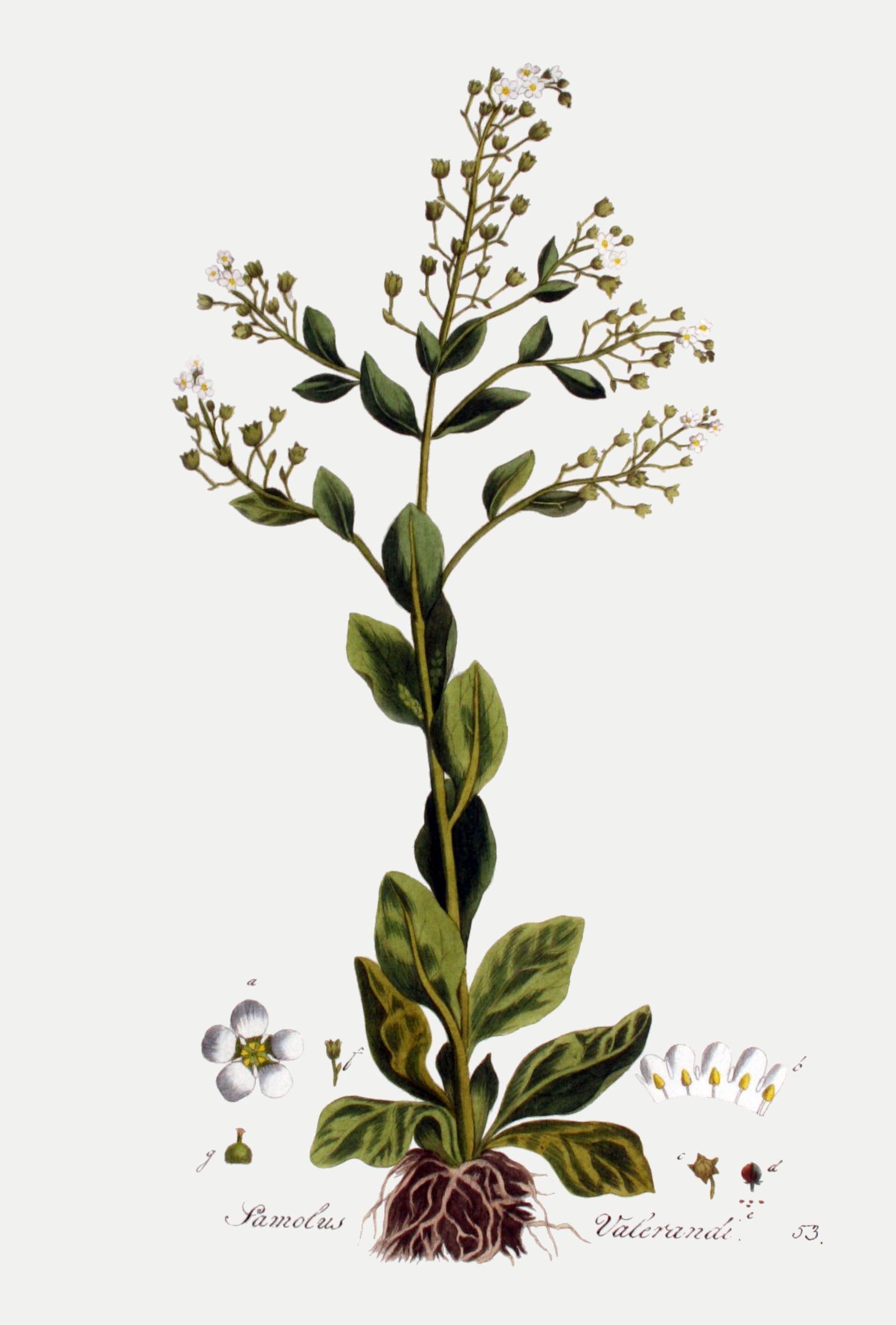
Morfologia

ŁodygaDo 50 cm wysokości.
LiścieMięsiste, odwrotnie jajowate lub podługowate, tępe. Liście dolne ogonkowe, górne - siedzące.
KwiatyBiałe, na długich szypułkach, zebrane w grona w kątach liści. Słupek na wpół dolny.
OwocTorebka pękająca 5 klapami.

## Biologia i ekologia
Bylina, halofit. W Polsce rozwija się najczęściej na łąkach nadmorskich ze słonymi wysiękami. Czasem spotykany w głębi lądu, na bagnistych terenach nadrzecznych. Preferuje gleby piaszczyste lub gliniaste o dużym stężeniu chlorku sodu. Kwitnie od lipca do września. Liczba chromosomów 2n = 24, 26.

## Zagrożenia i ochrona
Roślina umieszczona na Czerwonej liście roślin i grzybów Polski (2006) w grupie gatunków wymierających (kategoria zagrożenia E). W wydaniu z 2016 roku otrzymała kategorię EN (zagrożony).
Objęta ochroną ścisłą.